# Melixiku
Melixiku o Meli-Šiḫu, o també Melixipak (Meli-Šipak) va ser un rei cassita de Babilònia. Va succeir a Adadxumausur cap a l'any 1188 aC i va regnar uns quinze anys.
El problema de la successió a Babilònia, que reclamaven els reis elamites igihàlquides, semblava que havia de quedar superat per l'ascens al poder d'una nova dinastia, els sutrúquides. Una germana de Melixiku es va casar amb Sutruk-Nakhunte, el segon rei elamita sutrúquida, que va regnar potser del 1185 aC al 1155 aC. Però durant el seu regnat o en el del seu fill i successor Mardukaplaiddina, el rei Sutruk-Nahhunte, que probablement va ser qui va escriure una carta a un rei no esmentat de Babilònia (conservada al Museu de Berlín) reclamant el tron, va dirigir les primeres expedicions a Mesopotàmia. Per les inscripcions se sap que va saquejar Akkad, Babilònia i Eixnunna, de la darrera de les quals es va emportar les estàtues de Manixtusu, i va portar a Susa el codi d'Hammurabi i l'Estela de Naram-Sin
Durant el seu regnat, Melixiku va fer nombroses donacions de terres i va dessecar uns terrenys pantanosos vora de l'anomenat Canal Reial. Aquests terrenys van quedar lliures d'impostos i cap dirigent del districte no les podia creuar. El va succeir el seu fill Mardukaplaiddina.